# Eden Golan
Eden Golan (hebrejsko עדן גולן; rusko Эден Голан), izraelska pevka, *5. oktober 2003.

## Zgodnje življenje
Eden Golan se je rodila v Kfar Sabi v Izraelu. Oba njena starša sta bila rojena v Sovjetski zvezi v družinah judovskega porekla. Njena mama je  ukrajinsko-judovskega porekla,  njen oče pa latvijsko-judovskega porekla.
Ko je bila Eden stara šest let, se je s starši zaradi očetovega dela preselila v Rusijo v Moskvo. Družina je v Rusiji ostala dvanajst let. Eden in njeni starši so se leta 2022 preselili nazaj v Izrael. Neposreden vzrok za selitev naj bi bila ruska invazija na Ukrajino. 

## Kariera
Leta 2015 je sodeloval na ruskem izboru za otroško pesem Evrovizije 2015. V finalu nacionalega izbora je zasedla peto mesto, zbrala je 22 točk, osem manj od kasnejšega zmagovalca Mihaila Smirnova.  Leta 2018 je bil Eden Golan finalistka pete sezone The Voice Kids.  Po vrnitvi v Izrael leta 2022 je Golan sodelovala v finalu 2. sezone glasbene oddaje Ro'im et Hakol, vendar je izpadla v prvem krogu.
Izraelska javna radiotelevizija se leta 2024 odločila sodelovati s programom Keshet 12, kjer so s tekmovanjem HaKokhav HaBa izbrali predstavnika Izraela na Pesmi Evrovizije 2024. Eden je zmagala v glasovanju žirije in javnosti ter tako postala izraelska predstavnica na tekmovanju. Njena pesem »Hurricane« je bila objaljena 10. marca 2024. Pesem so morali večkrat popraviti in spremeniti ter odstraniti najspornejše dele besedila, aluzije na Hamasov napad na Izrael oktobra 2023, smrtne žrtve napada in skrivanje izraelske mladine v zakloniščih. Na Evroviziji je nastopila  v drugem polfinalu, kjer je zasedla prvo mesto in se prebila v finale, kjer je končala na 5. mestu s 375 točkami.

## Diskografija

### Pesmi
- »Schastye« (2015)
- »Ghost Town« (2022)
- »Let Me Blow Ya Mind« (2022)
- »Taxi« (2023)
- »Dopamine« (2023)
- »Hurricane« (2024)